# Коханівка (Черкаський район)
Кохані́вка — село в Україні, у Черкаському районі Черкаської області, підпорядковане Кам'янській міській громаді. Розташоване за 30 км на південний захід від районного центру — міста Кам'янки. Населення 122 чоловік (на 2024 рік).

## Історія

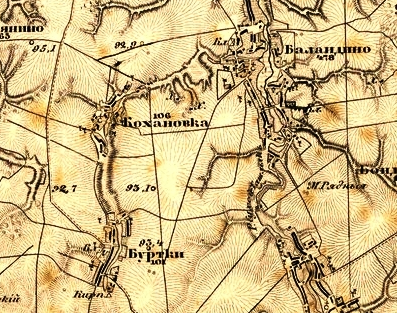
Коханівка на військово-топографічній карті 1869 року

За переказами старожилів, поселення заснували закохані пари. Не отримавши дозволу пана на одруження, хлопець і дівчина втекли і поселились у кінці нинішнього Пахоминого яру. Так виник хутір Любанці — від слова «любити», його ще називали Коханка. Зусиллями жителів у 1727 році зведено каплицю. Щоб освятити її, з Кам'янки був запрошений отець Серафим з двома дияконами, які провели обряд хрещення 6 грудня (за старим стилем) 1727 року — на Миколу. Згідно з церковними документами, перші поселенці Любанців осіли ще за 20 років до освячення каплиці.
У 1808 році у Коханівці було 560 жителів, 72 двори. Це був період, коли український народ усе більше виступав проти панського гноблення, тож власники, щоб зовсім не втратити свої маєтності, продавали іноді їх за безцінь. У Коханівці теж відбувається зміна землевласників.
Довгий час у селі височіла дерев'яна церква, побудована за вказівкою поміщика І. Осецького у 1843 році. У січні 1944 році вона згоріла.
З квітня по серпень 1922 року владу в селі тримали холодноярці. Восени в Коханівці організували сільську раду. Її першим головою став Тимофій Микитович Натальченко, колишній механік Чорноморського флоту, а секретарем був С. Ф. Щербина. У 1922 році в Коханівці закінчився розподіл землі, конфіскованої у поміщиків, заможних селян. У 1928 році створили три ТСОЗи, до яких увійшли 40 господарств. Наступного року вони об'єднались в одну артіль, першим головою якої став С. Ф. Лебідь.
Голодомор 1933 року забрав життя 300 сімей.
У роки радянсько-німецької війни загинув 51 воїн з села.
Переборюючи труднощі відбудовного періоду, місцевий колгосп піднявся під час головування О. Ятела. Укрупнення колгоспів, підпорядкування сіл одній сільській раді, спеціалізація з вирощування овець, приєднання школи до Баландине призвели до занепаду села. Майже 27 років воно існувало без сільської ради. Тільки в 1997 році у Коханівці знову настало самостійне життя — створено КСП «Коханівка», головою правління якого обрано В. О. Хомідова. На сьогодні КСП перейшло, як і більшість сіл України, до інвестора, ТОВ «Легіон-Нафта», яке очолює С. М. Гапченко.